# Falcongris

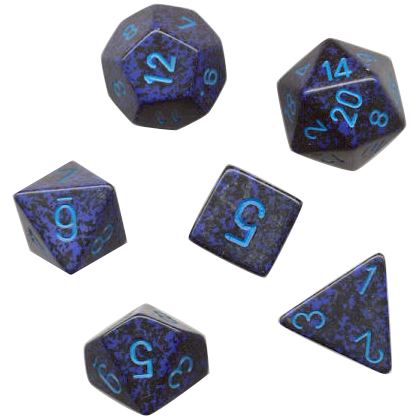
Dados de 4 a 20 caras

Greyhawk, conocido en español como Falcongris o Falcongrís es uno de los escenarios de campaña oficiales del juego de rol Dungeons & Dragons. El mundo de Falcongris incluye la Ciudad Libre de Falcongris de la que toma nombre el mundo. Como fue el primer escenario de campaña creado, muchas de las reglas diseñadas para el juego surgieron de la partida dirigida por Gary Gygax y en la que participaron algunos autores posteriormente famosos. Mientras Gygax creaba el escenario, incluyó también los mundos de las campañas creadas por sus compañeros de mesa, como Blackmoor (de la campaña de Dave Arneson) y las Islas Lendore (una región creada por Len Lakofka).

## Ambientación

### Geografía y habitantes
En el escenario de Falcongris, el planeta Oerth tiene cuatro continentes. Solo uno de ellos, Oerik ha sido descrito en varias publicaciones oficiales de D&D durante más de 30 años y, de hecho, la información más detallada es de la región más al este del continente, llamada Flaenia.
Flaenia puede ser subdividido geográficamente como sigue: la Cuenca Baklunia al noroeste, el Imperio de Iuz en el norte, la Península Thillonriana al noreste, el Mar de Polvo en el lejano oeste, el Valle de Sheldomar en el oeste, el viejo Ferrond y su frontera sur (incluyendo la Ciudad de Greyhawk) en el centro de Flaenia, el viejo Sulm y Aerdia en la frontera este, el Gran Reino en el lejano este y la Jungla Amedia en el sudoeste.
Algunos de los elementos geográficos de Greyhawk son de naturaleza fantástica, como el Mar de Polvo y la Tierra del Hielo Negro, otros elementos son más o menos análogos a la Europa del mundo real, como la Península Thillonriana, que geográficamente se parece a Escandinavia.
Flaenia es hogar de la "Humanidad Iluminada" de Oerth, y mucho del sabor del escenario de Greyhawk surge de la interacción de varias "subrazas" de humanos (Oeridios, Flaenios, Baklunios y Suelios en particular) conforme se han mezclado a lo largo del último milenio. Las características distintivas clave incluyen el antagonismo de los Baklunios y los Suelios (y la antigua guerra que los diezmó), el relativo estado primitivo de los Flaenios y las conquistas militares de los Oeridios, sobre gran parte de Flaenia.
Varias razas fantásticas también pueblan Flaenia, algunas veces actuando como aliados de los humanos, al estilo de la Tierra Media de J. R. R. Tolkien. Elfos y enanos de diferentes clases, también poseen fuertes enclaves y poderosas naciones; Gnomos y Medianos, viven en pequeñas comunidades cerca de amistosos (y más poderosos) vecinos. Incluso donde estas razas están políticamente avanzadas, como en Celene o en los Estados de Ulek, sus políticas aislacionistas a menudo limitan su poder a las regiones que habitan. Malvados Elfos Drow constantemente traman algún mal para el mundo libre, junto a otras nefastas criaturas como Orcos, Ogros, Gigantes y Dragones. Sin embargo, cuando Flaenia se mira con perspectiva, aparenta ser un sitio con mayor peso para las acciones de los humanos, a pesar de la cantidad de razas fantásticas.

### Poderes políticos
En el centro de este mundo de juego, la Ciudad Libre de Falcongris es una especie de ciudad-estado de los Flaenios, originalmente bajo el dominio del Gran Reino de Aerdia. El Círculo de los Ocho, un selecto grupo de magos acuartelados en Falcongris, observan las cosas que suceden por toda Flaenia, interviniendo cuando la balanza de poder es amenaza por sus extremos bueno o maligno. Varias facciones malvadas todavía prevalecen en el subcontinente, incluyendo los reinantes no-muertos de Aerdia, el semi-dios Iuz (que controla un territorio en expansión, el Imperio de Iuz), y la misteriosa Hermandad Escarlata (cuya doctrina de pureza de raza y fanatismo monástico invita a compararlos con la Alemania Nazi y el Japón Imperial). Entre las facciones que se oponen a estas fuerzas están los grandes reinos de Nyrondia, Furyondia y Keolandia, así como numerosos estados más pequeños, organizaciones e individuos.

## Publicaciones
TSR, Inc. publicó el primer material de Falcongris, creado por Gygax y Robert J. Kuntz en 1975 como un suplemento para las reglas originales de Dungeons & Dragons. Sin embargo, no hay información importante sobre el escenario en este libro; en su lugar, el suplemento se enfoca en las reglas de juego que fueron usadas en la campaña de Gygax en Falcongris. Muchas de estas nuevas reglas se volvieron partes estándar del juego AD&D, incluyendo las clases Paladín y Ladrón, hechizos de 7°, 8° y 9° nivel, monstruos clásicos como el Contemplador, muchos de los objetos mágicos estándar y otros detalles.
En 1980, el escenario de campaña de Falcongris fue detallado públicamente en The World of Greyhawk, reemplazado por el set World of Greyhawk en 1983.
A partir de la edición #30 de la revista Dragon (octubre de 1979), Gygax empezó a escribir una columna llamada From the Sorcerer's Scroll. Esta serie de artículos proporcionó trasfondo adicional al escenario de Falcongris, enfocándose en varios países, los habitantes que ahí vivían y otras cosas que dan vida a su mundo.
Entre 1978 y 1987, TSR publicó aproximadamente 30 módulos de aventuras ubicados en el Mundo de Falcongris; incluidas las tres campañas más importantes de Falcongris, con la serie del Templo del Mal Elemental (T1-4, inédita en castellano) como la más conocida. La villa de Hommlet introduce a los jugadores desde primer nivel, con aventuras sucesivas que incrementan su dificultad culminando dentro del propio templo. Esta campaña inspiraría el juego homónimo de computadora de Atari en el 2003.
Otra campaña conocida, el Azote de los Esclavistas, también inédita en castellano, creada en torneos de rol y centrada en los Señores de los Esclavos, una poderosa banda de piratas y esclavistas acechando a lo largo de la Costa Salvaje. La serie GDQ de Gygax trajo aventuras de alto nivel contra bandas de despiadados gigantes, viles kuo-toa subterráneos y los mismísimos Elfos Drow, para culminar con una confrontación con la Reina Araña Lolth. Las tres series han sido reimpresas como super-módulos, mientras que las ediciones originales son muy apreciadas por los coleccionistas.
Otras productos notables incluyen el libro de tapa dura Greyhawk Adventures en 1988 y el set The City of Greyhawk en 1989 con el que se profundizó en los detalles disponibles para la ciudad en la segunda edición de las reglas de D&D, complementando al set World of Greyhawk.
Aunque el escenario de Falcongris es eminentemente serio, un módulo de "broma", Castle Greyhawk (WG7, inédito en castellano) incluye muchas referencias a la cultura del siglo XX, como personajes con nombres como "King Burger" y "General Public", así como los "B-Men", criaturas mitad avispa y mitad agente del gobierno. Otros módulos de Falcongris como Dungeonland y Expedition to the Barrier Peaks contienen temas de Lewis Carroll y Ciencia ficción, respectivamente. 

### El periodo de las Guerras de Falcongris
En 1987, TSR comenzó a apoyar el escenario de campaña de los Reinos Olvidados, lo que implicó que se publicaran cada vez menos módulos para Falcongris. (Las críticas dicen que para reducir las regalías a Gary Gygax). Sin embargo, en 1991, TSR publicó el set Las Guerras de Falcongris, seguido por De las cenizas en 1992. Estos sets detallaban las épicas Guerras de Falcongris entre las fuerzas del bien y del mal en Flaenia, y poseían un tono un poco más oscuro que las anteriores publicaciones del escenario. Fueron seguidas por una serie de libros y aventuras de Carl Sargent, incluyendo Las Tierras de la Marca (que detallaba los reinos de Furyondia y Nyrondia), Iuz el Malvado y La Ciudad de Cráneos (los dos últimos relacionados con el Imperio de Iuz).
Sin embargo, estas series fueron suspendidas, cuando en 1993 TSR canceló el proyecto de Sargent sobre el Gran Reino, Ivid el no-muerto, justo antes de su publicación. Falcongris no volvería a las publicaciones hasta 1998 (consultar más abajo, Wizards of the Coast).

### Novelas
Incentivadas por el éxito de las novelas de Dragonlance durante la mitad de la década de los 80's, aparecieron dos series separadas de Falcongris, escritas por Rose Estes y el propio Gary Gygax. La más reciente serie del autor, empieza con la Saga de la Vieja Ciudad y el Artefacto del Mal, enfocándose en Gord, un ladrón de Falcongris. Después de dejar TSR, Inc. por razones personales en 1986, Gary Gygax continuó la serie de Gord con una editorial independiente por algunos años más.
En este punto, Estes tomó las riendas de la serie de TSR, introduciendo nuevos personajes y yendo en una dirección diferente de la que tomó la serie independiente de Gygax. Las novelas de Estes no eras completamente consistentes con las reglas del juego, forzando con el tiempo, a desarrollar combinaciones no permitidas como magos enanos. Las novelas de Estes también divergían de la trama propuesta en los módulos de aventura y los manuales de juego; por ejemplo, Iuz es derrotado antes en la serie de novelas de Estes, mientras que sigue siendo una fuerza política predominante en otros productos de TSR de periodos como El Aullido del Norte y Las Guerras de Falcongris.

#### Historias Breves
- At Moonset Blackcat Comes (Dragon N° 100; 1985) por Gary Gygax.
- Evening Odds por Gary Gygax (aparece en El Peón del Caos, editada por Ed Kramer, publicada por White Wolf en 1999).
- The Return of Gord (Dragon N° 344; 2006) por Gary Gygax y K. R. Bourgoine.

#### Novelas
- Quag Keep (1978) por Andre Norton
- Nightwatch (1990) por Robin Wayne Bailey (No etiquetada como Falcongris, pero se desarrolla en la Ciudad de Falcongris)
- Return to Quag Keep (2006) por Andre Norton y Jean Rabe

#### Series de Aventuras
- Saga of Old City (1985), por Gary Gygax
- Artifact of Evil (marzo de 1986), por Gary Gygax
- Master Wolf (abril de 1987), por Rose Estes
- The Price of Power (agosto de 1987), por Rose Estes
- The Demon Hand (marzo de 1988), por Rose Estes
- The Name of the Game (julio de 1988), por Rose Estes
- Dragon in Amber (octubre de 1988), por Rose Estes.
- The Eyes Have It (1989), por Rose Estes

#### Series Clásicas
- Against the Giants (julio de 1999) (en español Contra los gigantes, junio de 2004), por Ru Emerson
- White Plume Mountain (octubre de 1999) (en español La montaña del Penacho Blanco, mayo de 2004), por Paul Kidd
- Descent into the Depths of the Earth (junio de 2000) (en español Descenso a las profundidades de la tierra, julio de 2004), por Paul Kidd
- The Temple of Elemental Evil (mayo de 2001) (en español El Templo del Mal Elemental, octubre de 2004), por Thomas M. Reid
- Queen of the Demonweb Pits (octubre de 2001), (en español La reina del laberinto demoníaco, diciembre de 2004) por Paul Kidd
- Keep on the Borderlands (noviembre de 2001) (en español La fortaleza de la frontera, noviembre de 2004), por Ru Emerson
- The Tomb of Horrors (febrero de 2002) (en español La tumba de los horrores, septiembre de 2004), por Keith Francis Strohm

#### Gord el ladrón
- Sea of Death (julio de 1987), por Gary Gygax
- Night Arrant (septiembre de 1987), por Gary Gygax
- City of Hawks (noviembre de 1987), por Gary Gygax
- Come Endless Darkness (marzo de 1988), por Gary Gygax
- Dance of Demons (noviembre de 1988), por Gary Gygax

#### Historietas
- In the Shadow of Dragons (N.º 1 a N.º 8) por Jay Donovan, Tyler Walpole y Hung Mac
- Tempest's Gate (N.º 1 a N.º 4)
- Black & White (N.º 1 a N.º 6)
- Vecna : Hand of the Revenant, por Modi Thorsson & Kevin McCann, editada por Iron Hammer Graphics

## Wizards of the Coast
Desde que Wizards of the Coast (WotC) adquirió TSR y la franquicia de Dungeons & Dragons, se han enfocado principalmente en los escenarios de campaña de Reinos Olvidados y Eberron. Sin embargo, en 1998 se realizó un intento para revivir el Mundo de Falcongris con el lanzamiento de The Adventure Begins (en español, Empieza la aventura, publicada en 1999 por Ediciones Martínez Roca). Esta publicación adelantaba seis años la línea temporal del Mundo de Falcongris, y le siguió una serie de módulos y libros que incluían The Player's Guide to Grayhawk (Greyhawk: Guía del Jugador, en español), The Scarlet Brotherhood (La Hermandad Escarlata) y otros que detallaban lugares cercanos a la Ciudad Libre de Falcongris.
Entre 1998 y 2002, WotC lanzó varias aventuras y novelas relacionadas con algunos de los primeros módulos más populares. Las nuevas aventuras incluían Return to the Tomb of Horrors, Slavers (relacionada con la serie de los Esclavistas), 'Retorno a la Fortaleza de la Frontera, Contra los gigantes: la liberación de Geoff, Retorno a la montaña del Penacho Blanco y Retorno al Templo del Mal Elemental. El relanzamiento no pudo reavivar el éxito comercial del Mundo de Falcongris y las series se suspendieron.
Desde el 2001 a la fecha, la principal fuente de material oficial específica de Falcongris, han sido artículos de las revistas Dungeon y Dragon. También ha sido publicada una cantidad considerable de fan fiction. Adicionalmente, desde el 2000 ha habido material del escenario creado por un número limitado de licenciatarios, como el antes mencionado juego para computadora de Atari y libros de historietas de editoriales como Kenzer & Company y Iron Hammer Graphics.
Rutas de Aventuras, artículos publicados en la revista Dungeon desde el año 2004 y ambientados en el escenario de Falcongris, empezaron a crear, aunque marginalmente, un nuevo capítulo oficial en la historia del escenario. Estas campañas fueron publicadas como once o doce aventuras individuales en Dungeon, la primera, Shackled City, fue recopilada en un solo libro. Las aventuras se enfocaron en las regiones menos desarrolladas de Flaenia, pero también fueron incluidos algunos objetos y personajes bien conocidos de la historia de Falcongris, especialmente en la segunda Ruta de Aventura, Age of Worms.
La organización RPGA de Wizards of the Coast también presentó a Falcongris como el escenario más popular para campañas en vivo, conocido como Falcongris Viviente. la campañas para Falcongris Viviente son por mucho más populares que los escenarios de campaña Mark of Heores y Xen'drik en el mundo de Eberron, que el escenario de Legacy of the Green Regent ambientado en Reinos Olvidados o que la campaña Living Force jugada en la edición D20 de las reglas de Star Wars[cita requerida].
Algunas ideas originales de Falcongris, han sido extendidas a otros escenarios, como los Elfos Drow, que primero aparecieron como villanos en varios módulos ambientados en el mundo de Oerth, así como la lista de deidades de Falcongris que se han vuelto dioses y diosas estándar en la 3a Edición de Dungeons & Dragons de Wizards of the Coast.

## Personajes destacados de Falcongris
- Eclavdra, La alta sacerdotisa drow que fomentó la Rebelión de los gigantes.
- Edralve Otra sacerdotisa drow que trabajó con los Señores Esclavistas del Pomarj.
- Gord Un joven ladrón de Falcongris quien, contra su voluntad, se convierte en un defensor del bien.
- Iuz el Viejo, semidemonio dios-tiránico del reino de Iuz.
- Jallarzi Sallivarian la primera mujer en unirse a l Círculo de los Ocho, una poderosa maga.
- Lolth, Reina Demonio de las Arañas, la diosa principal de los Drow en el Abismo.
- Melf un elfo que violó las políticas aislacionistas de su reina para pelear contra la maldad.
- Mordenkainen el Archimago, Líder del Círculo de los Ocho (uno de los primeros personajes de Gygax). Mordenkainen es un fuerte poder de neutralidad.
- Nerof Gasgal El Alcalde de Falcongris, un antiguo ladrón, convertido en político.
- Obmi, Un enano loco asesino que a veces trabaja para Iuz.
- Rary de Ket, también llamado Rary el Traidor, Un antiguo miembro del Círculo de los Ocho.
- Robilar, un guerrero malvado, aliado de Rary que algunas veces trabaja con héroes para lograr sus objetivos.
- San Kargoth el Taidor, paladín caído y el primer Death Knight de Oerth.
- Tenser, otro gran mago que busca librar a Oerth del mal. Antiguo miembro del Círculo de los Ocho.
- Vecna, Amo de Todo lo Oculto, El Susurrado, dios de los secretos y la magia.
- Yolande, Elfa gris, Reina del Reino de Celene.
- Zagyg el loco, pero benigno archimago que se convirtió en semi-dios. (su nombre deriva de Gygax).
- Zuggtmoy, Reina Demonio de Fungus y Blight, aprisionada en su Templo del Mal Elemental.

## Publicaciones en castellano
Algunos de los suplementos que describen el mundo de Facongris (o que incluyen aventuras listas para ser jugadas) han sido traducidos al castellano por la editorial barcelonesa Ediciones Martínez Roca, como el ya citado Empieza la aventura (1999) o como Greyhawk, guía del jugador, traducido y publicado un año antes, en 1998.